# Марио Манџукић
Марио Манџукић (Славонски Брод, 21. мај 1986) бивши је хрватски фудбалер. Играо је на позицији нападача.

## Клупска каријера
Фудбал је почео тренирати у немачком Дицингену близу Штутгарта, где је његов отац играо фудбал. После повратка у родни град играо је за Марсонију од 1997. до 2003. Следеће године, играо је у градском нижелигашу Жељезничару из Славонског Брода, а након тога, поново је једну сезону 2004/05. одиграо за Марсонију.
У јуну 2005. године прешао је у Загреб. Због врло добрих игара под вођством Мирослава Блажевића, за њега је показао интересовање градски ривал Динамо Загреб. У Динамо је прешао у јулу 2007. године. У Динаму је провео наредне три године и освојио је три титуле првака Хрватске као и два трофеја Купа.
Након Динама је играо у Немачкој, прво за Волфсбург а затим и за Бајерн Минхен. Са Бајерном је освојио Лигу шампиона у сезони 2012/13. На финалној утакмици са Борусијом је постигао први гол у победи свог тима од 2:1. Он је тако постао први Хрват који је постигао погодак у финалу Лиге шампиона. Поред трофеја Лиге шампиона, са Бајерном је освојио и две Бундеслиге, два немачка Купа док је по једном био освајач УЕФА Суперкупа, Светског клупског првенства и немачког Суперкупа. У сезони 2014/15. је носио дрес Атлетико Мадрида и са њима је освојио шпански Суперкуп.
Од 2015. до 2019. године је наступао за торински Јувентус. Манџукић је са Јувентусом освојио девет трофеја и то четири титуле првака Италије, три Купа Италије и два италијанска Суперкупа. Одиграо је у дресу Јувентуса укупно 162 утакмице и постигао 44 гола: 31 у Серији А, два у Купу Италије, један у Суперкупу и 10 у Лиги шампиона.
Током сезоне 2019/20. је играо у Катару за екипу Ал Духаил. Последњи ангажман је имао у Милану након чега је у септембру 2021. године објавио да завршава играчку каријеру.

## Репрезентација
Био је члан младе хрватске фудбалске репрезентације, а 21. новембра 2007. дебитовао је и за сениорску репрезентацију Хрватске. Први гол за сениорску репрезентацију постигао је 10. септембра 2008. против Енглеске (1:4) у квалификацијама за Светско првенство 2010. Са репрезентацијом је играо финале Светског првенства 2018. у Русији. Укупно је за сениорску репрезентацију Хрватске одиграо 89 утакмица и постигао 33 гола.

## Успеси

### Динамо Загреб
- Првенство Хрватске (3) : 2007/08, 2008/09, 2009/10.
- Куп Хрватске (2) : 2007/08, 2008/09.

### Бајерн Минхен
- Бундеслига (2) : 2012/13, 2013/14.
- Куп Немачке (2) : 2012/13, 2013/14.
- Суперкуп Немачке (1) : 2012.
- УЕФА Лига шампиона (1) : 2012/13.
- УЕФА суперкуп (1) : 2013.
- Светско клупско првенство (1) : 2013.

### Атлетико Мадрид
- Суперкуп Шпаније (1) : 2014.

### Јувентус
- Првенство Италије (4) : 2015/16, 2016/17, 2017/18, 2018/19.
- Куп Италије (3) : 2015/16, 2016/17, 2017/18.
- Суперкуп Италије (2) : 2015, 2018.
- Лига шампиона : финале 2016/17.